# 猴洞山
22°00′15.1″N 120°44′33.9″E / 22.004194°N 120.742750°E

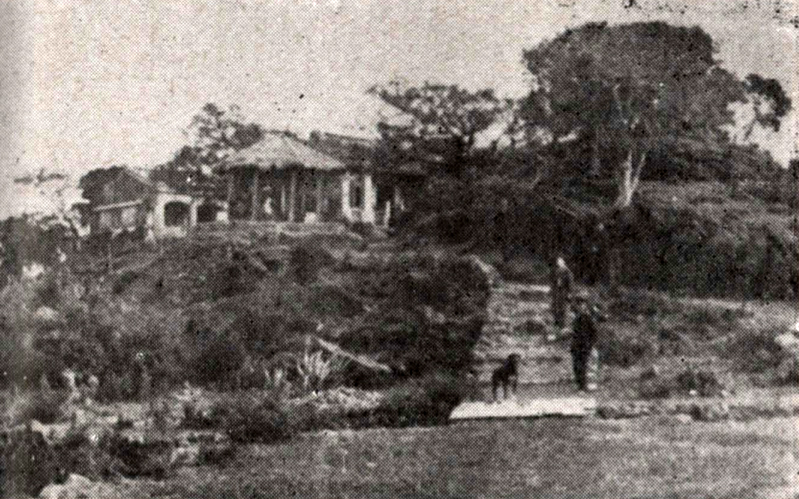
日治時期的恆春公園

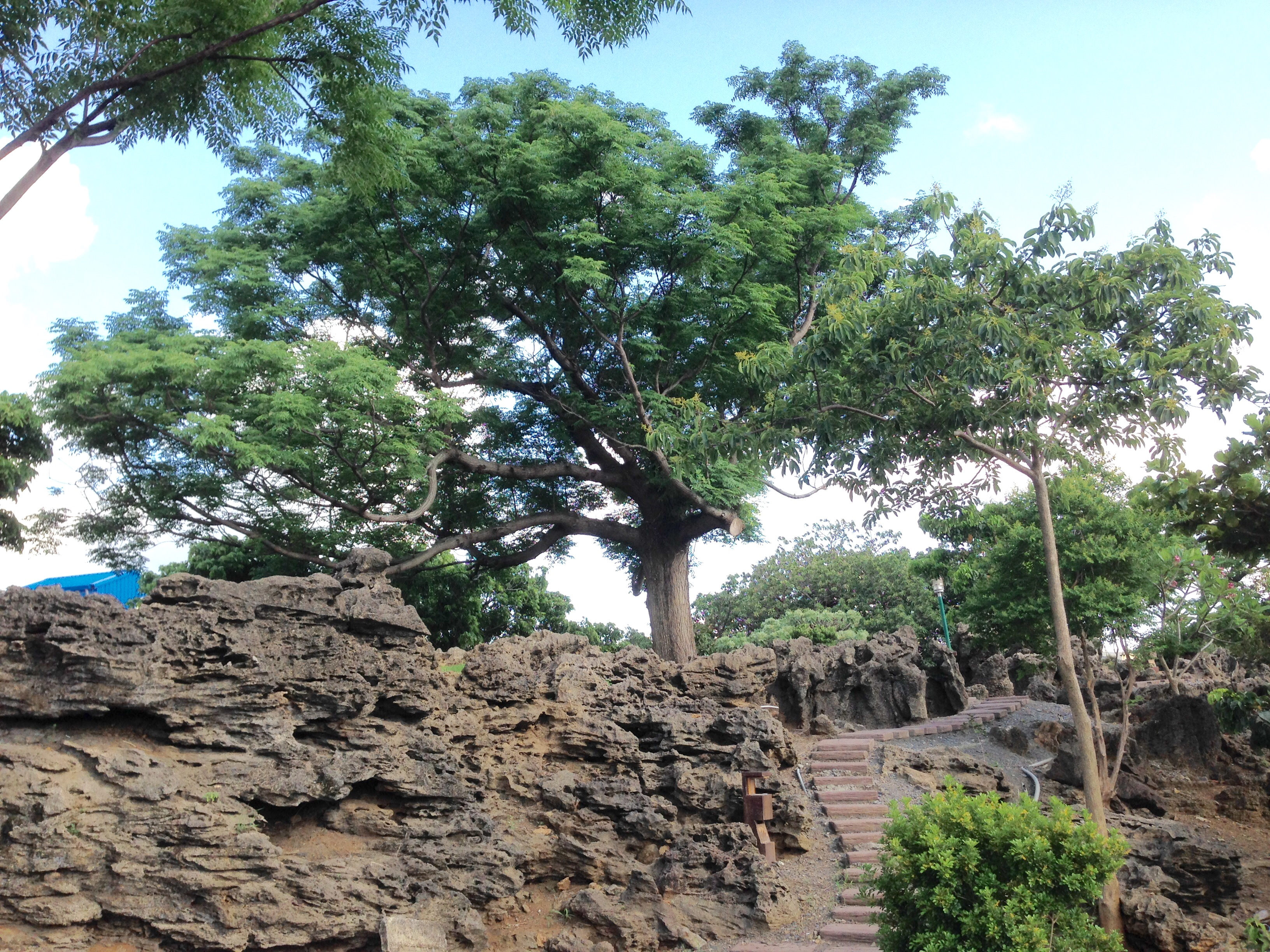
猴洞山步道

猴洞山，舊名饗山，是位於臺灣屏東縣恆春鎮恆春古城的隆起珊瑚礁，為臺灣清治時期恆春八景之一。

## 歷史

### 清治時期
猴洞山為高20公尺的珊瑚礁岩小丘，山上奇岩怪石矗立，周圍廣袤平坦，據稱原有野生猿猴棲息，故名。
在伊能嘉矩收集的汪金明〈恆春縣設置以前恆春地方情況〉手稿記載，此處原為琅嶠下十八番社的血祭地點。該社會將人首放在此丘，請女巫登此丘作饗。
牡丹社事件後，清廷敕令臺灣巡撫沈葆禎建恒春城，並置典史署為縣治所在。當時劉璈與夏獻綸來此探勘築城地點，發現此珊瑚礁岩處在一片平野中間，因此決定將此岩納在城中。風水考量是作為城的主山來引進龍脈。
知縣周有基選此處為恒春八景之一，題刻於三山國王廟旁的岩壁上，其中一句「千秋洞鑑封侯賞」，指的就是此城西隅的猴洞山。文人雅士紛紛到此聚會，加上附近又有三山國王廟、恆春天后宮、龍泉巖及福德祠等廟宇，使該處漸漸成為當時的文教、信仰中心。
《恒春縣志》中對猴洞山如此描述：「猴洞山，舊名做饗山，在縣城西門內，平地矗起，全山皆石。高百尺，周百丈，中斷而陘闊數尺，以板為橋。山之陽，濬兩池，如鳥之展翼。山顛建澄心亭、聽雨山房、瀛洲仙館、小屋數椽，今改為文廟，權供神牌，建櫺星門。」

### 日治時期

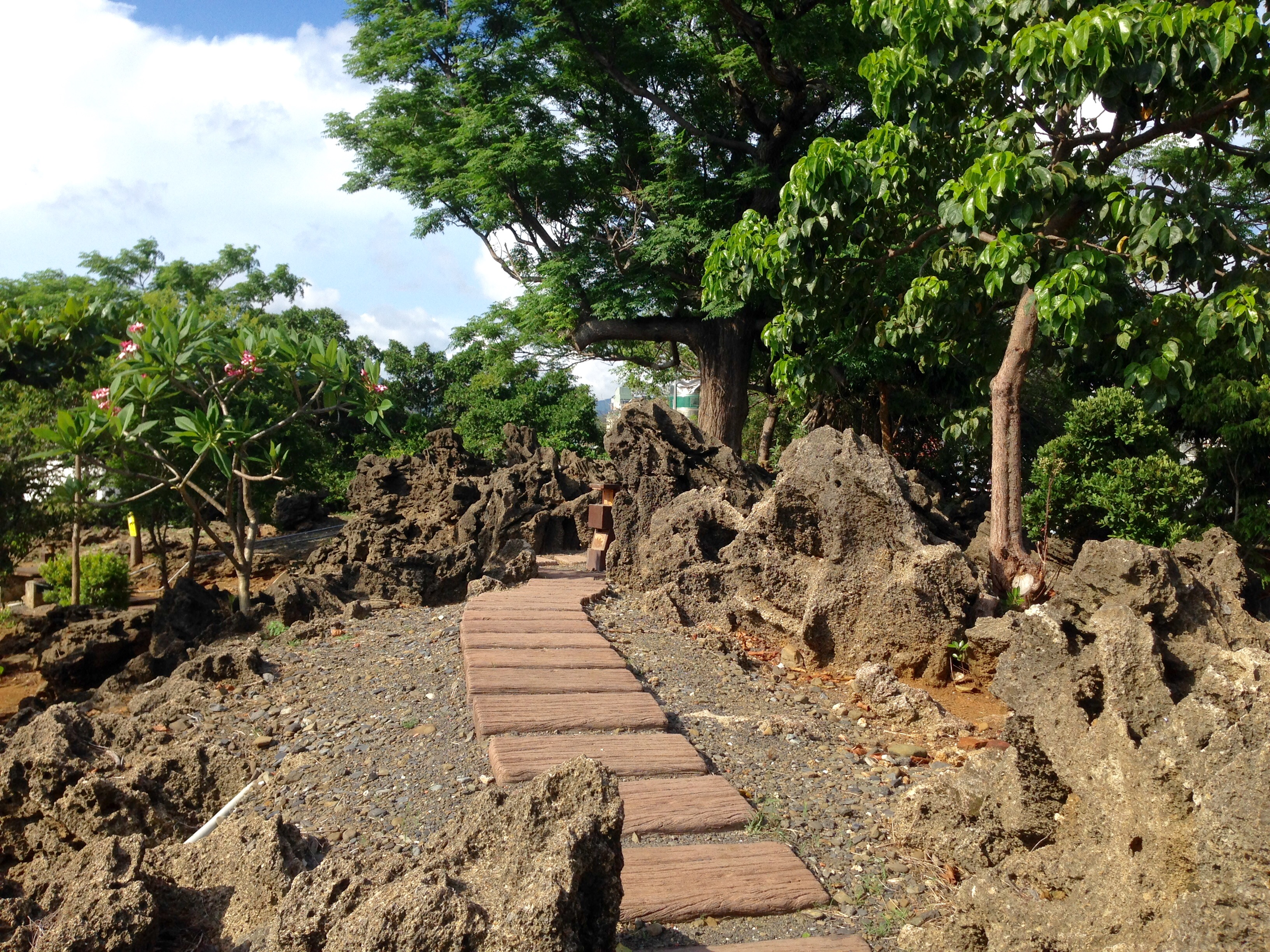
猴洞山步道

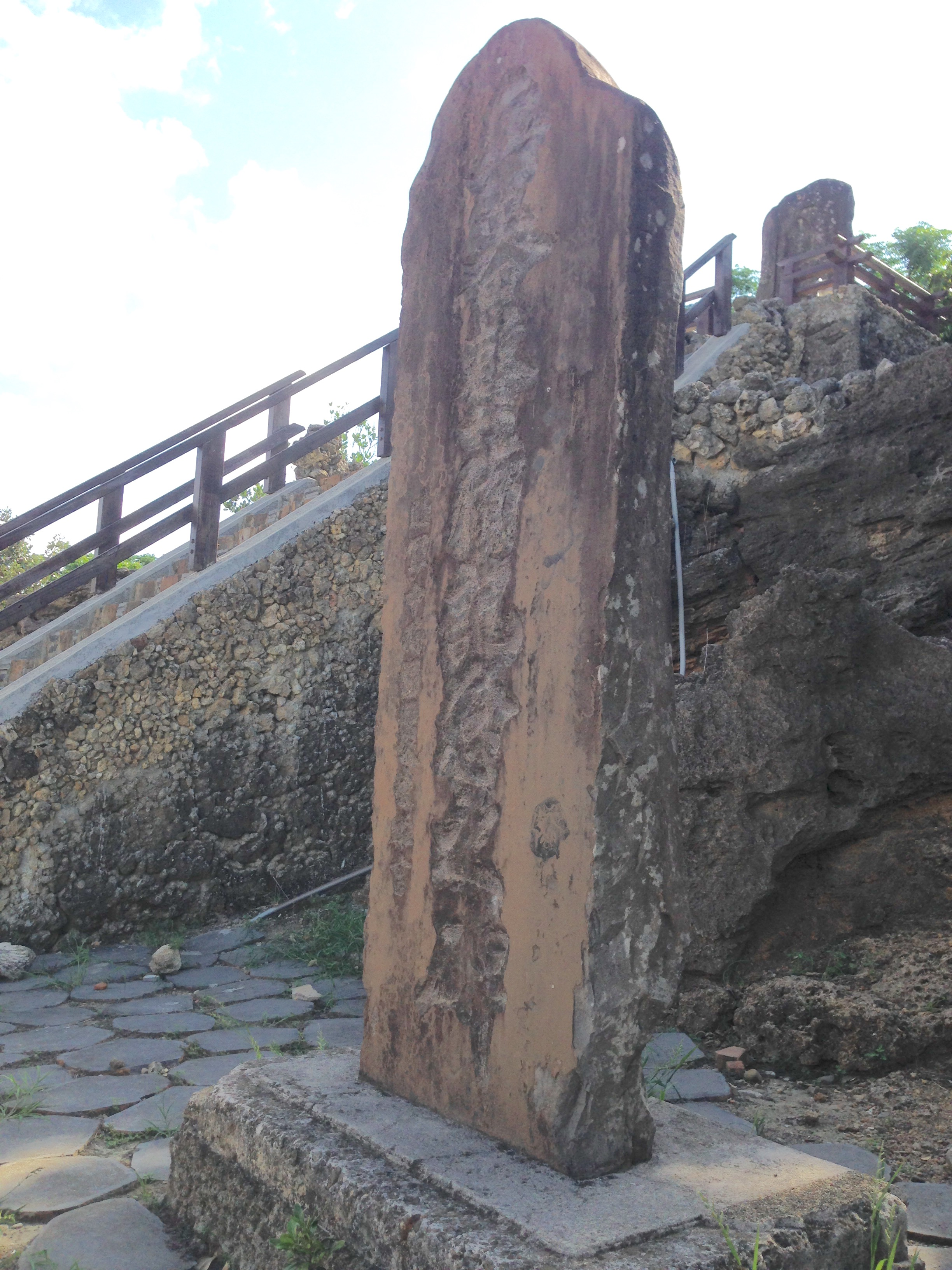
兵器整備紀念之碑與忠魂碑

1895年2月，乙未戰爭，日本第2師團步兵第4聯隊第3大隊占領恆春，設置本部於猴洞山以備鎮撫地方後，在恆春孔廟旁立碑（今稱「日軍攻陷恆春城紀念碑」），上刻：「明治二十七、八年之役，當大隊受恆春占領之命，二十八年十月三十一日搭勢德、福井兩船，十一月一日上陸車城之南，時賊兵約三百據手恆春，午前十一時開戰，賊兵統砲交發防戰最務而遂不能支，午後二時城全陷，爾後置本部于此廟以經營四方，因勒其大要永傳後世云爾。」
日本人在此成立公園，取名「恆春公園」，除保留原來的孔廟外，淨土真宗本願寺派恆春布教所設立其上。也被旅遊書列為來恆春旅行必去景點以及適合中秋節賞月之處，舉辦過如慶祝日俄戰爭的告捷會場地、歡迎後藤新平的大型慶祝會地點。在該時期，猴洞山的孔廟依然香火鼎盛，《恒春案內誌》作者室伏可堂以「美麗極め」來形容。1935年，日本政府依《史蹟名勝天然紀念物保存法》，將恆春城列為國指定史蹟及天然物保存名單，加以保護。

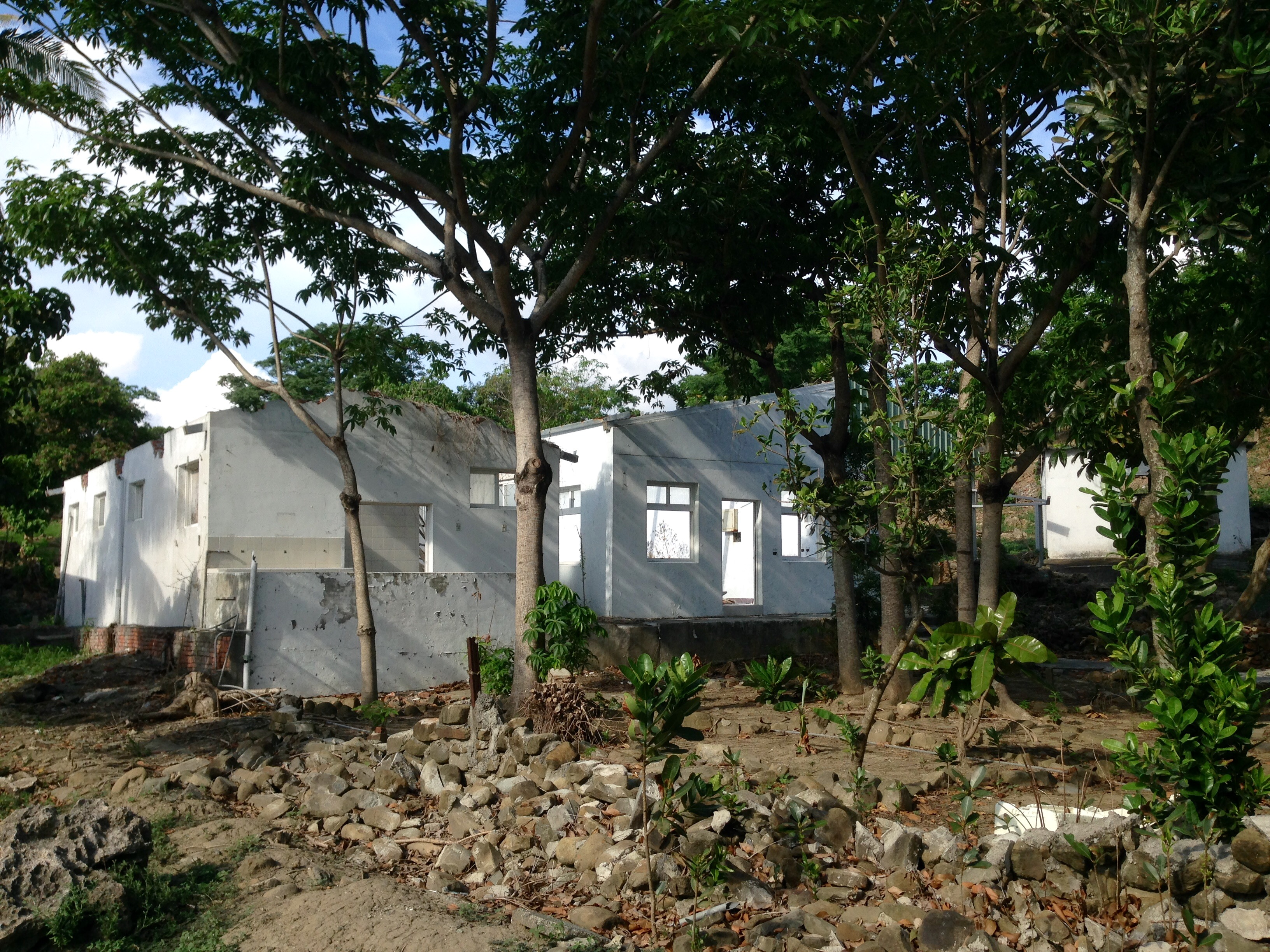
廢棄軍營

蘆溝橋事變隔年，立有藉以募捐的兵器整備紀念之碑。除此碑與上述的日軍攻陷恆春城紀念碑外，還有忠魂碑、日本統治臺灣最南端界碑等。
二次世界大戰時，孔廟於盟軍空襲行動中遭毀。

### 戰後時期
此地曾淪為垃圾場，部分地區亦曾為軍方營區。林金源於擔任鎮長時進行整建規劃工程，並因該地曾立有許多碑牌而將其改名為「石牌公園」，為臺灣唯一的市區珊瑚礁公園。但因軍營長期占居於園內，大眾休閒空間大幅縮減，有時還會看到官兵晾曬衣服的情景。
2008年，該地因《海角七號》成為熱門景點，很多遊客想前來尋訪臺灣最南端界碑，但當地文史工作者念吉成只在忠魂碑右下方找到其殘餘之水泥基樁。現今，該地僅存兵器整備紀念之碑與忠魂碑。
歷任恆春鎮長都想遷走營區，但官方均以無經費、無土地興建新大樓拒絕，直到鎮長葉明順爭取7000多萬元，在山腳里尋到一塊公有地代建新大樓，海巡署南區巡防局第六三岸巡大隊才在2013年遷走。營區遷走後，屏東縣政府初步計畫將此文化景觀區的範圍劃定為零‧六公頃，包含周邊的天后宮、恆春保安宮等廟宇，欲以《文化資產保存法》納入管理，卻引起民代及居民抗議，憂心扼殺周邊的觀光發展。
2015年，當地城西里長蔡芬芳說此處近年雜木乏人整理、加上設施破損，夜間常成為不肖份子聚集的治安盲點，還擔憂外縣市登革熱疫情發酵，希望鎮公所整理後完整呈現公園原貌，讓更多遊客到訪。